# Spartocos VI
Pour les articles homonymes, voir Spartocos.
Spartocos VI est un roi du Bosphore ayant régné d'environ 160/150 à 150/140 av. J.-C.

## Un prince hypothétique
La chronologie et la généalogie des derniers Spartocides qui règnent sur le royaume du Bosphore au IIe siècle av. J.-C. après le couple Camasarye Philotecnos et Pairisadès III ne sont pas assurées. Les spécialistes ont émis plusieurs hypothèses, parfois contradictoires, qui majoritairement insèrent un roi hypothétique du nom de « Spartokos » :  
- Spartocos VI (150-140 av. J.-C.) est le fils de Pairisadès IV Philométor (170-150 av. J.-C.) et le père de Pairisadès V (140-111/108 av. J.-C.)[1],[2] ;
- Spartocos « V » (160-150 av. J.-C.)[3] est le fils de Pairisadès IV (190-160 av. J.-C.) et il règne conjointement avec son frère Leucon III (160-150 av. J.-C.), auquel succède Pairisadès V (150-107 av. J.-C.)[4] ;
- Spartocos VI n'existe pas et Pairisadès V (125-108 av. J.-C.) succède directement à Pairisadès IV Philométor (150-125 av. J.-C.)[5].